# 泰洛海馬
泰洛海馬為輻鰭魚綱棘背魚目海龍魚科的其中一種，分布於西印度洋的塞席爾群島海域，棲息深度43-48公尺，體長可達6.1公分，棲息在礁沙混合區海域，屬肉食性，以小型甲殼類為食，卵胎生。